# 前身
| ウィキペディアには「前身」という見出しの百科事典記事はありません（タイトルに「前身」を含むページの一覧/「前身」で始まるページの一覧）。 代わりにウィクショナリーのページ「前身」が役に立つかもしれません。 |